# Trasenster
Trasenster  est un hameau de la province de Liège, en Belgique. Situé en hauteur et au cœur d'une double boucle de la Vesdre le hameau fait administrativement partie de la commune de Trooz située en Région wallonne. Avant la fusion des communes de 1977, il faisait partie de la commune de Fraipont.

## Situation
Le village se situe sur le versant sud de la vallée de la Vesdre le long et aux alentours de la 'côte de Trasenster' sur la route qui relie Nessonvaux (dans la vallée de la Vesdre) à Banneux (sur le plateau, à la limite du Condroz et de l'Ardenne). Trasenster avoisine le hameau de Sur-les-Charneux sur la route descendant vers Fraipont et celui de Trou-Renard, sur la même route descendant vers de Goffontaine (sur la Vesdre).

## Description
Dans un environnement de bois et de prairies, Trasenster étire ses habitations en suivant la côte depuis les hameaux de la Heid Mawet et de Halinsart jusqu'aux hauteurs de Sur le Batty en passant par le centre du village.
Au centre du hameau (rue Voies-en-Croix), la ferme de Colonhé bâtie en moellons de grès possède une tour carrée.
Sur le haut du hameau, les derniers hectomètres de la 'côte de Trasenster' offrent de beaux panoramas sur la vallée encaissée de la Vesdre et sur le pays de Herve situé sur le versant opposé.

## Institutions
- Trasenster possédait une école communale qui a fermé ses portes le 28 juin 2013[1]. Pour éviter la démolition des bâtiments, cet immeuble fut racheté en 2015 par les habitants du village[2].
- Les 'Institutions publiques de protection de la jeunesse' [IPPJ] de la Fédération Wallonie-Bruxelles dirigent un centre installé sur les hauteurs de Trasenster, à Fraipont[3]